# Hugo Seydel

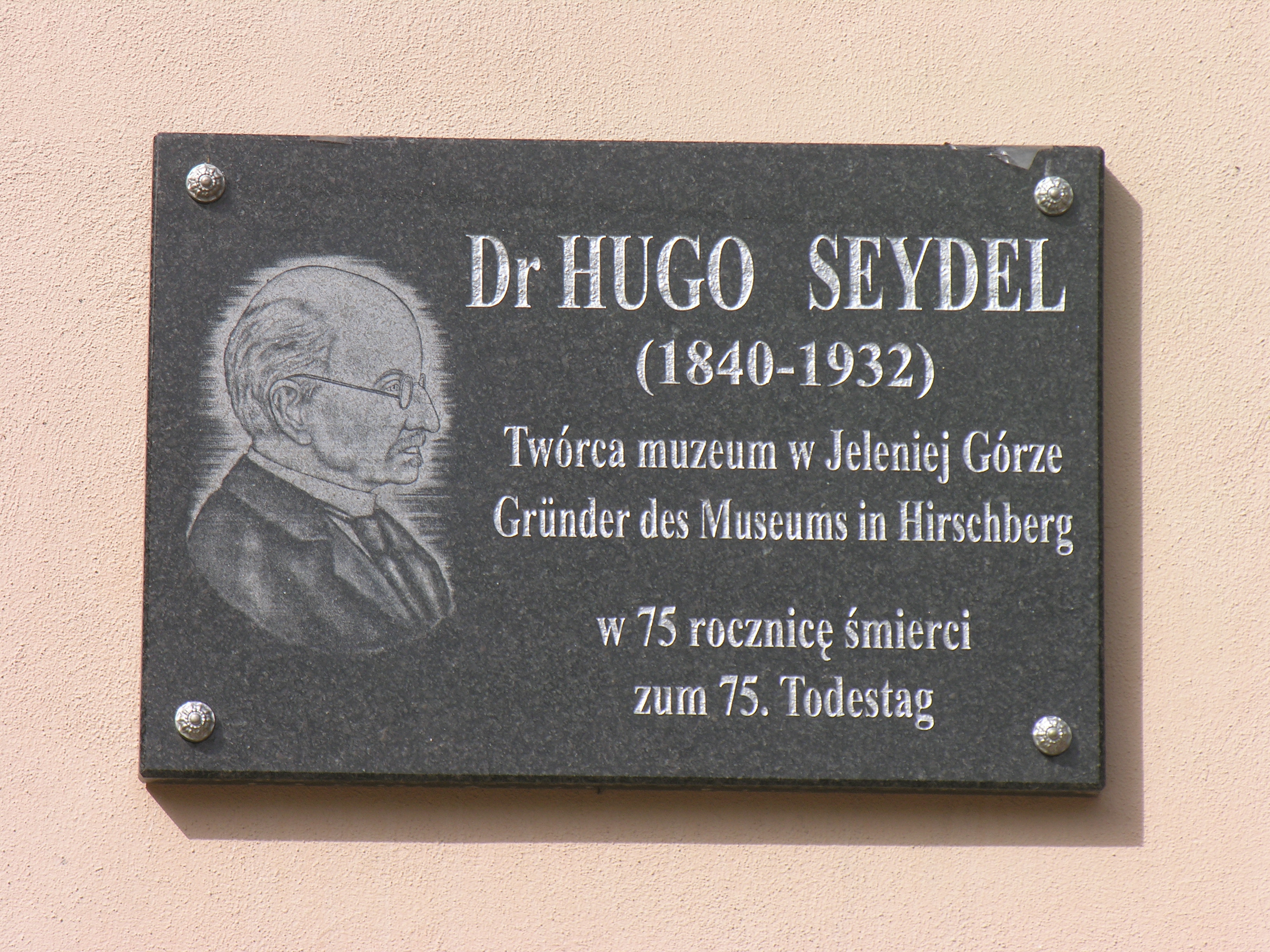
Gedenktafel für Hugo Seydel am Riesengebirgsmuseum in Hirschberg

Hugo Seydel (* 12. November 1840 in Liegnitz, Niederschlesien; † 3. Oktober 1932 in Hirschberg im Riesengebirge, Niederschlesien) war ein preußischer Politiker. Er war der Gründer des Riesengebirgsmuseums und der Bücherei des Riesengebirgsvereins (1914), des ersten bedeutenden Heimatmuseums Deutschlands.

## Leben
Er war der Sohn eines Postbeamten. Nach dem Besuch der Ritterakademie Liegnitz studierte er Rechtswissenschaften an den Universitäten Breslau, Gießen und an der Humboldt-Universität zu Berlin. Anschließend war er an Gerichten in Liegnitz, Breslau, Muskau und Bunzlau tätig, alle in Niederschlesien. Während seines Studiums wurde er 1860 Mitglied der Alten Breslauer Burschenschaft der Raczeks, 1861 der Burschenschaft Germania Gießen und 1861 der Burschenschaft Brandenburgia/Arminia Berlin.
Im Frühjahr 1885 wurde er an das Landgericht Hirschberg versetzt, wo er dem Riesengebirgsverein (RGV) beitrat, bereits 1886 in dessen Vorstand gewählt wurde und schließlich von 1898 bis 1921 dessen Vorsitzender war.
Von 1896 bis 1908 vertrat er als Landtagsabgeordneter den Landkreis Hirschberg-Schönau im Preußischen Abgeordnetenhaus in Berlin. Dadurch lernte er die wichtigsten Persönlichkeiten in Berlin und Breslau kennen, die er für die großen Vorhaben des Riesengebirgsvereins gewinnen konnte. 1907 und 1908 gehörte er im Abgeordnetenhaus zur Geschäftsordnungskommission und von 1907 bis 1911 zum Zentralvorstand der Nationalliberalen Partei.

## Engagement im Riesengebirgsverein
Über 30 Jahre war Seydel für das Wegenetz und den Wegebau im Riesen- und Isergebirge verantwortlich. Der Wegebau im Riesengebirge wurde nicht vom Staat, sondern vom Riesengebirgsverein durchgeführt und dadurch das Riesengebirge für den Tourismus erschlossen. Die von ihm intensiv betriebene Erschließung der Wander- und Schlittenwege war eine wesentliche Voraussetzung für den Besucheranstieg sowohl in der Sommer- als auch in der Wintersaison.
Unter Seydel entstand durch den RGV eine erste Sammlung zur Natur- und Kulturgeschichte der Riesengebirgsregion, die zunächst in verschiedenen angemieteten Räumlichkeiten in Hirschberg ausgestellt wurde, bis am 14. April 1914 Dank Seydels Bemühungen das Riesengebirgsmuseum (heute: „Muzeum Karkonoskie w Jeleniej Gńrze“) als erstes deutsches Heimatmuseum eröffnet werden konnte.
Auch die Holzschnitzschule Bad Warmbrunn, Mittelpunkt des Kunstgewerbes im Riesengebirge, ist mit auf Seydels Engagement zurückzuführen, denn auch in diesem Fall gelang es ihm,  den Kultusminister in Berlin zu überzeugen und die notwendigen Finanzmittel zu beschaffen, da das Stiftungsvermögen, welches Adolf Adam von Bruce zur Gründung der Schule stiftete, für einen dauerhaften Betrieb nicht ausreichte.

## Orden und Auszeichnungen
Seydels Verdienst um das Riesengebirgsmuseum wurde bereits bei dessen Eröffnung dadurch gewürdigt, dass Hirschberg zu seinen Ehren eine Straße in der Nähe des Museums in Seydel-Straße (heute ul. Chełmońkiego) umbenannte. Auch der Weg zum Reifträger trug seinen Namen. Sein generelles Engagement für das Riesengebirge wurde auch anderweitig gewürdigt: Man verlieh ihm mehrere Orden, er wurde zum Geheimen Justizrat und zum Ehrenbürger der Stadt Hirschberg ernannt. Die Universität Breslau verlieh ihm den Ehrendoktortitel und der Riesengebirgsverein (RGV) ernannte ihn zu seinem Ehrenvorsitzenden.

## Publikationen
- Lebenserinnerungen des Geheimen Justizrat Dr. h.c. Seydel in Hirschberg aus seiner Tätigkeit im Riesengebirgsverein, Handschrift, Hirschberg 1928. - Im Jahr 2008 wurden seine Lebenserinnerungen transkribiert und zugleich ins Polnische übersetzt.
- Beiträge zur Geschichte des Siegelstein  und Glasschnitts und der Glaserzeugung im Riesen- und Isergebirge. In: „Jahrbuch des Schlesischen Museums für Kunstgewerbe und Altertümer“, Seite 262, Breslau 1919.